# Sira-Anna Faal

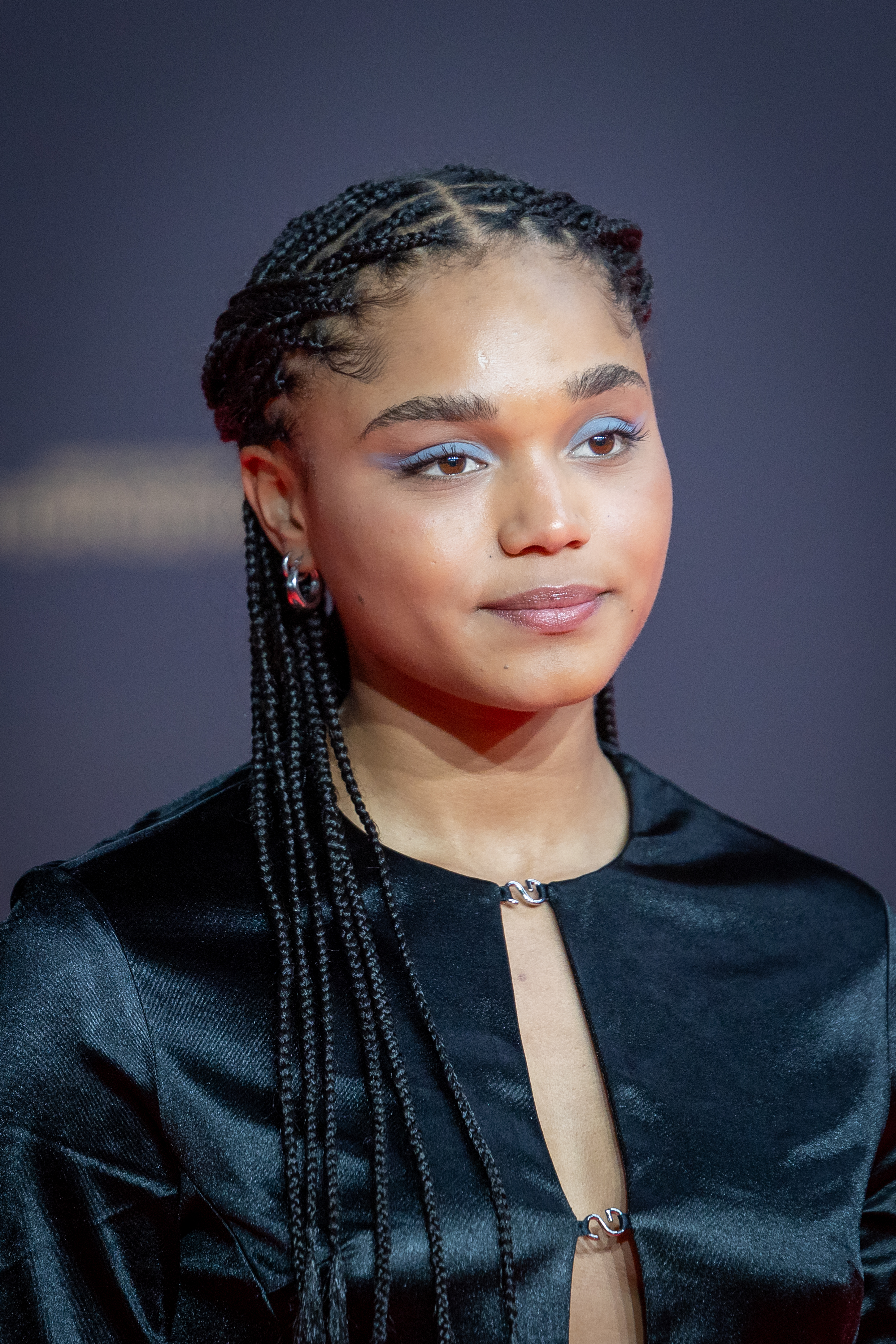
Sira-Anna Faal (2024)

Sira-Anna Faal (* 2000), auch bekannt als Sira Faal und unter ihrem Künstlernamen Sira, ist eine deutsch-gambische Schauspielerin, Sängerin und Rapperin.

## Leben

### Schauspiel
Ihr Schauspieldebüt gab Faal 2020 in der fünften Staffel der Web- und Fernsehserie Druck. In der Serie spielt sie Fatou Jallow, die in der sechsten Staffel zur Hauptfigur wird. Für diese Rolle wurde sie mit einem Ensemblepreis des Deutschen Schauspielpreises 2021 ausgezeichnet. Im Jahr 2023 kam mit The Ordinaries der erste Spielfilm in die Kinos, für den sie vor der Kamera stand. Bereits ein Jahr zuvor war Faal für das Engagement für einen Förderpreis Neues Deutsches Kino in der Kategorie Schauspiel nominiert worden.

### Musik
Erstmalig unter ihrem Künstlernamen Sira musikalisch in Erscheinung trat sie ebenfalls ab 2020 im Rahmen eines Gastauftritts auf Penso von Carlifornia. Im Juli 2021 wirkte sie als Teil von Gate21 an der Single Augen rot mit. Ihre im selben Jahr veröffentlichte erste eigene Single Koma wurde von dem Online-Musikmagazin Diffus zur Empfehlung des Tages gekürt. Im Jahr 2022 brachte Sira zusammen mit dem Musikproduzenten KazOnDaBeat, der bereits ihre Debütsingle produziert hatte, ihre Debüt-EP Noema heraus. Ebenfalls von Diffus als Empfehlung des Tages vorgestellt wurde die 2022 erschienene Single Miete von dem Rapper Xaver und KazOnDaBeat featuring Sira im UK-Garage-Stil, die ebenfalls 2022 veröffentlichte Single Lonely im Hyperpop-Stil, die 2023 erschienene Single Winterherz im Boom-bap-Stil und die im selben Jahr zusammen mit dem Schauspieler und Rapper Dead Dawg veröffentlichte Single Klar wieder im Hyperpop-Stil. Siras zweite EP HyperAktiv erschien 2023, bisher ausschließlich über den SoundCloud-Account von KazOnDaBeat. Am 18. Januar 2024 veröffentlichte sie zusammen mit Xaver und Gustav von 01099 die Single Phase.

## Filmografie
- 2020–2022: Druck (Web- und Fernsehserie)
- 2021: Die Carolin Kebekus Show (Fernsehshow)
- 2022: Becoming Charlie (Fernsehserie)
- 2023: Berlin Nobody
- 2023: Like a Loser (Fernsehserie)
- 2023: SOKO Leipzig (Fernsehserie)
- 2023: The Ordinaries
- 2024: Pauline (Fernsehserie)
- 2025: Ungeduld des Herzens
- 2025: Die drei ??? und der Karpatenhund
- 2025: Brick
- 2025: Euphorie (Fernsehserie)

## Diskografie
EPs
- 2022: Noema (mit KazOnDaBeat)
- 2023: HyperAktiv (mit KazOnDaBeat)[10]

Singles
- 2021: Augen rot (als Teil von Gate21)
- 2021: too much (jun feat. Sira & Noé)
- 2021: Koma
- 2022: Passos (mit Carlifornia & Ish)
- 2022: Miete (Xaver & KazOnDaBeat feat. Sira)
- 2022: Lonely
- 2023: Winterherz
- 2023: Klar (mit Dead Dawg)
- 2024: Phase (mit Xaver & Gustav)
- 2024: Pauline

## Auszeichnungen
- 2021: Ensemblepreis des Deutschen Schauspielpreises für Druck[4]